# MLA Style
V České republice známý hlavně jako citační styl, MLA je jedním ze způsobů formátování psaných textů ve Spojených státech amerických, dále také v Brazílii, Číně, Indii, Japonsku a na Tchaj-wanu . Používá se hlavně u odborných textů a esejí v humanitních oborech, nejčastěji se zaměřením na jazyk a literaturu. 

Je to unifikující styl, který předepisuje formátování textu vědeckých prací z několika hledisek. Upravuje formální stránku práce, zasahuje do stylistiky, rozvržení jednotlivých sekcí, citací, zveřejňování bibliografických údajů apod. Před zhruba padesáti lety ho vytvořila Modern Language Association (MLA). V České republice je možné se s ním setkat na některých vysokých školách. 

## Formát textu
MLA předepisuje zarovnání textu vlevo s vhodným písmem, ve kterém je snadno rozpoznatelná kurzíva. Standardní velikost písma je 12 bodů. Písmo se v průběhu celé práce nesmí měnit. Až na výjimečné případy se v textu nevyužívá žádného zvýrazňování, tj. tučné nebo podtržené písmo, výjimkou je kurzíva. Důležité je dvojité řádkování celého dokumentu. Povolená je jedna, případně dvě mezery za interpunkčními znaménky.

## Works Cited
Nedílnou součástí MLA stylu jsou works cited, v češtině můžeme říct bibliografické údaje, případně seznam použité literatury. Připojuje se vždy na konec práce na nové stránce. Tento seznam se dost liší od citační normy ČSN ISO 690 užívané v České republice. V následujícím přehledu jsou uvedeny nejdůležitější prvky správné citace podle stylu MLA. Důležité je zmínit, že pokud je citace delší než jeden řádek, je třeba každý další řádek odsadit.

### Knihy
Knihy mají nejjednodušší citační schéma. I přesto se od té české liší v několika aspektech. Podle české normy následující citace vypadá takto: 

GIBALDI, Joseph. MLA handbook for writers of research papers. 7th ed. New York: Modern Language Association of America, 2009, xxi, 292 p. ISBN 978-160-3290-258. 

Citace podle norem MLA vypadá následovně: 

Gibaldi, Joseph. MLA Handbook for Writers of Research Papers. New York: Modern Language Association of America, 2009. Print. 

Jak je vidět, citace MLA je zjednodušená o několik prvků. Předně nepoužívá velká písmena pro příjmení autora. V názvu díla je nutno všechna slova (kromě předložek, spojek apod.) psát verzálkami. MLA následně vynechává zmínky o edici, počtu stran a ISBN, naopak přidává záznam o jaké médium jde - zda je tedy tištěné (print) nebo internetové (web).

### Část knihy
Záznam jednotlivých kapitol knih už se liší podstatně více. 

- ČSN ISO 690:

GIBALDI, Joseph. MLA handbook for writers of research papers. 7th ed. New York: Modern Language Association of America, 2009, s. 129-135. ISBN 978-160-3290-258.

- MLA:

Gibaldi, Joseph. "The List of Works Cited". MLA Handbook for Writers of Research Papers. New York: Modern Language Associaton of
America, 2009. 129-135. Print.

## Citace v textu
Pokud je při psaní přímo v textu práce citováno nebo parafrázováno nějaké jiné dílo, je v MLA třeba využít uvozovek, do který citovaný text vložíme, koncové uvozovky jsou následované mezerou a závorkami, v nichž je uvedeno jméno autora díla s číslem stránky, ze které citát pochází. Až za koncovou závorkou následuje tečka končící větu. Př.: "The list of the works cited appears at the end of the paper" (Gibaldi 130) .

## Modern Language Association
MLA (Modern Language Association of America) byla založena v roce 1883. Jde o organizaci, která se zaměřuje na shromažďování a sdílení
poznatků z oblasti jazyka a literatury. V loňském roce měla 28 563 členů, přičemž většina 87% pochází z USA. Kolem 2 000 členů MLA, kteří se účastní shromáždění organizace, napíše nějakou práci případně s ní přímo vystoupí. MLA vydává čtyři periodika ADE Bulletin, the ADFL Bulletin, Profession a PMLA. Na svém kontě má přes více než 200 knižních titulů a každým rokem vydává nové publikace. V současnosti si drží vedoucí postavení v národním vzdělávání. Stojí za vytvořením výše popsaného MLA stylu.